# Альпийская бурозубка
Альпи́йская бурозу́бка (лат. Sorex alpinus) — вид насекомоядных млекопитающих из семейства землеройковых.

## Описание
Животное средней величины, длиной от 62 до 85 мм, хвост длиной от 54 до 75 мм, масса составляет от 5,2 до 7,7 г (после зимовки — от 8,7 до 11,5 г). Шерсть чёрно-бурого окраса, на брюшке немного светлее. Нижняя сторона хвоста и верхняя сторона конечностей белые. Вершина мордочки розовая.

## Распространение
Альпийская бурозубка — это один из немногих видов эндемичных млекопитающих Европы. Ареал сильно разорван. Область распространения вида охватывает горы средней высоты и высокогорный массив Центральной и Южной Европы от Испании до Румынии. Главные области распространения — это Альпы, Карпаты и горы на северо-западе Балканского полуострова. В Пиренеях вид вымер, вероятно, в начале 20-го века.
Альпийская бурозубка населяет в горах почти исключительно альпийскую зону на высоте от 500 до 2550 м. Наивысшей плотности вид достигает в лесу на берегах небольших и среднего размера ручьёв на высоте около 1000 м. Там бурозубка живёт в густом мху под камнями и корневищами. Выше границы лесов вид населяет также сухие местообитания, такие как альпийские луга, где она живёт в расщелинах скал и под карликовыми кустами.

## Образ жизни
Животные активны днём и ночью, хорошо лазают. Питание состоит, прежде всего, из паукообразных, дождевых червей, насекомых и их личинок и улиток.

## Размножение
Размножение происходит с апреля по октябрь. У самки чаще 3 помёта в год, в каждом из которых от 3-х до 9-и, чаще от 5-и до 6-и, детёнышей.